# Међународна поморска организација
Међународна поморска организација (IMO), раније позната као Међувладина поморска консултативна организација, IMCO (енгл. International Maritime Organization, IMO) основана је у Женеви 1948. године, а почела је са радом десет година касније, одржавајући састанак први пут 1959. године. Име је промењено у IMO 1982. године. IMO је специјализована агенција Уједињених нација одговорна за регулисање поморског транспорта. IMO је успостављена након договора на конференцији UN одржаној у Женеви 1948. године, IMO се састао први пут 1959. године. Са седиштем у Лондону, Уједињено Краљевство, IMO тренутно има 175 држава чланица и три придружена члана.
IMO је специјализована агенција Уједињених нација, са седиштем у Лондону, Уједињено Краљевство, која има 169 земаља чланица, и три придружена члана. Примарни циљ ИМО-а, је развијање и одржавање свеобухватног регулаторног оквира за поморсу шпедицију и њена надлежности данас обухватају безбедност, заштиту животне средине, правна питања, техничку сарадњу, поморску сигурност и ефикасност испоруке. Организацијом управља Скупштина чланова и финансијски руководи Савет чланова изабраних од стране Скупштине. Рад се одвија кроз пет комисија, које потпомажу технички пододбори. Посматрачки статус је загарантован квалификованим невладиним организацијама.
Рад IMO-а потпомаже стални секретаријат запослених који су представници својих чланова. Секретаријат се састоји од генералног секретара којег периодично бира Скупштина, и разне управе као што су оне за поморску безбедност, заштиту животне средине, као и конференционо одељљење.

## Чланство
Чланови ИМО-а чине 168 земаља од укупног броја чланица УН-а и Кукова острва. Придружени чланови су: Фарска Острва, Хонгконг и Макао.
Земље које нису чланице су: Авганистан, Андора, Јерменија, Белорусија, Бутан, Буркина Фасо, Боцвана, Бурунди, Централноафричка Република, Чад, Киргистан, Лаос, Лесото, Лихтенштајн, Мали, Микронезија, Науру, Нигер, Нијуе, Палау, Руанда, Свазиленд, Таџикистан, Узбекистан, Ватикан, Замбија, и државе са ограниченим признањем.

## Историја
IMO је основан 1948. након конференције УН у Женеви како би се регулација безбедности бродарства довела у међународни оквир. До сада су такве међународне конвенције биле инициране од случаја до случаја, посебно Конвенција о безбедности живота на мору (SOLAS), први пут усвојена 1914. након катастрофе Титаника. Под именом Међувладине поморске консултативне организације (IMCO), први задатак IMO-а био је ажурирање SOLAS конвенције; резултирајућа конвенција из 1960. је накнадно прерађена и ажурирана 1974. То је конвенција накнадно модификована и ажурирана како би се прилагодила променама у безбедносним захтевима и технологији.
Када је IMCO почео са радом 1959. године, неке друге већ постојеће конвенције стављене су под њено окриље, од којих је најзначајнија Међународна конвенција за спречавање загађења мора нафтом (OILPOL) из 1954. У јануару 1959. године, IMO је почео да одржава и промовише Конвенција OILPOL из 1954. године. Под вођством IMO, конвенција је измењена и допуњена 1962, 1969. и 1971. Први састанци новоформираног IMCO одржани су у Лондону 1959. године.
Како су се трговина нафтом и индустрија развијали, многи људи у индустрији почели су да препознају потребу за даљим побољшањима у погледу превенције загађења нафтом на мору. Ово је постало све очигледније 1967. године, када је танкер Тори Канион просуо 120.000 тона сирове нафте када се насукао уласком у Ламанш. Удес тог танкера био је највећи инцидент загађења нафте забележен до тада. Овај инцидент је подстакао низ нових конвенција.
Поред ажурирања MARPOL-а и SOLAS-а, IMO је посредовао неколико ажурираних међународних поморских конвенција средином и крајем 20. века, укључујући Међународну конвенцију о теретним линијама из 1966. (која замењује ранију Конвенцију из 1930. године), Међународне прописе за спречавање судара на мору 1972. (такође замењујући ранији скуп правила) и Конвенцију STCW из 1978. године. Скупштина IMO-а је 1975. године одлучила да будуће конвенције Међународне конвенције о безбедности живота на мору (SOLAS) и други инструменти IMO-а користе само СИ јединице. Као такав, поморски транспорт је једна од ретких индустријских области које још увек често користе неметричке јединице као што су наутичка миља (nmi) за удаљеност и чворови (кн) за брзину.

## Седиште
Седиште IMO-а се налази у великој наменски изграђеној згради окренутој према реци Темзи на насипу Алберт, у Ламбету, Лондон. Организација се преселила у своје ново седиште крајем 1982. године, а зграду је званично отворила краљица Елизабета II 17. маја 1983. године. Архитекте зграде су били Даглас Мариот, Ворби & Робинсон. Предњим делом зграде доминира седам метара висока бронзана скулптура од десет тона у облику прамца брода, са усамљеним поморцем који чува видиковац. Претходно седиште IMO-а било је на адреси 101 Пикадили (сада је дом амбасаде Јапана), пре тога у улици Бернерс 22 у Фицровији и првобитно у Чансери лејну.

## Структура
IMO се састоји од скупштине, савета и пет главних комитета. Организацију води генерални секретар. Бројни подкомитети подржавају рад главних техничких комитета.

### Управљање IMO-ом
Управно тело Међународне поморске организације је Скупштина која се састаје сваке две године. Између седница Скупштине делује Савет као управно тело, који се састоји од 40 држава чланица које бира Скупштина. Технички рад Међународне поморске организације обавља низ комитета. Секретаријат се састоји од око 300 међународних државних службеника на челу са генералним секретаром.
Тренутни генерални секретар је Китак Лим (Јужна Кореја), изабран на четворогодишњи мандат на 114. седници Савета IMO у јуну 2015. и на 29. заседању Скупштине IMO у новембру 2015. Његов мандат је почео 1. јануара 2016. На 31. седници Скупштине 2019. године поново је именован на други мандат са истеком 31. децембра 2023. године.